# Ventilüberschneidung
Die Ventilüberschneidung ist ein Auslegungsmerkmal von Viertaktmotoren und bedeutet, dass gegen Ende des 4. Taktes (Ausstoßen des Abgases) das Einlassventil bereits öffnet, während das Auslassventil noch nicht geschlossen ist.
Die Ventilüberschneidung ist konstruktives Ergebnis der Auslegung der Nockenwelle(n), sie ist abhängig von der Ventilgeometrie, den Platzverhältnissen im Zylinderkopf, vom Ventilspiel und der Art der Ventiltriebsteuerung. Manche Motoren werden mit variabler Ventilsteuerung ausgestattet, um die Öffnungs- und Schließzeit der Ventile an den Betriebspunkt, d. h. vor allem an die Drehzahl, anzupassen.
Bei modernen Motoren öffnet das Auslassventil bereits vor Erreichen des unteren Totpunkts. Dadurch wird das Gas im Brennraum frühzeitig entspannt, so dass die anschließende Aufwärtsbewegung des Kolbens nicht so stark gebremst wird. Gegen Ende dieser Aufwärtsbewegung öffnet sich dann auch das Einlassventil, so dass jetzt beide gleichzeitig geöffnet sind. Da das Gasgemisch im Auslasskanal schon stark beschleunigt wurde, aber der Kolben bereits langsamer wird, entsteht ein Unterdruck im Brennraum. Deshalb wird kein Gas durch das Einlassventil zurückgedrückt, sondern es findet ein Spülvorgang statt, indem durch das Einlassventil Luft bzw. Gemisch einströmt und zugleich Abgas durch das Auslassventil ausströmt, und es verbleibt weniger Abgas im Brennraum. Durch die Ventilüberschneidung wird das Auslassventil auch etwas gekühlt, weil die Abgase eine Temperatur von etwa 900 °C haben.
Nachteil dieser Technik ist, dass bei Motoren mit äußerer Gemischbildung (die also Gemisch statt reiner Luft ansaugen) ein Teil des Treibstoffs beim Spülen ungenutzt durch das Auslassventil verschwindet.
Die Ventilüberschneidung kann auch für eine innere Abgasrückführung genutzt werden. Dabei strömt ein Teil des Abgases wieder in den Brennraum zurück, bevor das Auslassventil schließt. Dies dient zur Verminderung der Erzeugung von Stickoxiden.